# Закон Гесса
Зако́н Ге́сса — тепловий ефект хімічної реакції при постійному об'ємі або тиску (коли відсутня не пов'язана з розширенням робота) не залежить від шляху реакції, а лише від початкового й кінцевого станів системи.
Закон Гесса справедливий оскільки ентальпія є функцією стану системи й не залежить від того, яким чином ця система утворилася. 
Закон названий на честь російського вченого швейцарського походження Германа Івановича Гесса. 
Введена таким чином нова функція системи лежить в основі Закону Гесса : 
тепловий ефект Q хімічної реакції не залежить від шляху реакції, від відношення  вихідних речовин до продуктів реакції, а визначається різницею ентальпій продуктів та вихідних речовин:
{\displaystyle Q=\Delta H=\sum H_{i,k}-\sum H_{j,u}}
де {\displaystyle \sum H_{i,k}} – сума ентальпій всіх продуктів хімічної реакції; {\displaystyle \sum H_{j,u}} - сума ентальпій всіх вихідних речовин.
Закон Гесса є прямим наслідком І закону термодинаміки, оскільки зміна ентальпії відповідає величині поглинутої чи виділеної теплоти, то її можна виміряти калориметрично.